# Gane su viaje
Gane su viaje fue un concurso de televisión, emitido por TVE en 1961-1962 y presentado por Jorge Arandes. 

## Mecánica
El concurso responde a la tradicional fórmula de preguntas y respuestas. La particularidad de este programa, sin embargo, es que los puntos obtenidos por respuesta acertada no se canjeaban por dinero sino por kilómetros de un viaje que financiaba el espacio.
Julio Cervera (padre de Amparo Cervera, abuelo de Laia Abarca Cervera y bisabuelo de Jaume Navarro) ganó el concurso y consiguió tantos kilómetros que pudo ir a ver el mundial de fútbol en Chile 1962.